# Химическая кинетика
Химическая кинетика или кинетика химических реакций — раздел физической химии, изучающий закономерности протекания химических реакций во времени, зависимости этих закономерностей от внешних условий, а также механизмы химических превращений.
Предметом химической кинетики является изучение всех факторов, влияющих на скорость как суммарного процесса, так и всех промежуточных стадий.

## Основные понятия
Гомогенная реакция — реакция, в которой реагирующие вещества находятся в одной фазе.
Гетерогенная реакция — реакция, происходящая на границах раздела фаз — между газообразным веществом и раствором, между раствором и твёрдым веществом, между твёрдым и газообразным веществами.
Реакция называется простой, если продукт образуется в результате непосредственного взаимодействия молекул (частиц) реагентов.
Реакция называется сложной, если конечный продукт получается в результате осуществления двух и более простых реакций (элементарных актов) с образованием промежуточных продуктов.

## Скорость химической реакции
Важным понятием химической кинетики является скорость химической реакции. Эта величина определяет, как изменяется концентрация компонентов реакции с течением времени. Скорость химической реакции — величина всегда положительная, поэтому, если она определяется по исходному веществу (концентрация которого убывает в процессе реакции), то полученное значение умножается на −1.
Например, для реакции скорость можно выразить так:
{\displaystyle A+B\to C+D,}
{\displaystyle v={\frac {\partial C}{\partial t}}=-{\frac {\partial A}{\partial t}}.}
В 1865 году Н. Н. Бекетовым и в 1867 году К. М. Гульдбергом и П. Вааге был сформулирован закон действующих масс, согласно которому скорость химической реакции в каждый момент времени пропорциональна концентрациям реагентов, возведённым в некоторые степени. Кроме концентрации на скорость химической реакции оказывают влияние следующие факторы: природа реагирующих веществ, наличие катализатора, температура (правило Вант-Гоффа) и площадь поверхности раздела фаз.

## Экспериментальные методы химической кинетики
Экспериментальные методы химической кинетики подразделяются на химические, физические, биохимические в зависимости от способа измерения количества вещества или его концентрации в ходе реакции.
К химическим относятся методы кинетики, основанные на традиционных способах количественного химического анализа — титриметрических, гравиметрических и др.
В современной экспериментальной кинетике к числу наиболее широко применяемых физических методов относятся различные спектральные методы. Эти методы основаны на измерениях, как правило спектров поглощения реагентов или продуктов в ультрафиолетовой, видимой и инфракрасной областях. Широко используют также спектры электронного парамагнитного резонанса (ЭПР) и ядерного магнитного резонанса (ЯМР)[страница не указана 1967 дней].

## Порядок химической реакции
Порядок реакции по данному веществу — показатель степени при концентрации этого вещества в кинетическом уравнении реакции.

### Реакция нулевого порядка
Кинетическое уравнение имеет следующий вид:
{\displaystyle V_{0}=k_{0}}
Скорость реакции нулевого порядка постоянна во времени и не зависит от концентраций реагирующих веществ. Нулевой порядок характерен, например, для гетерогенных реакций в том случае, если скорость диффузии реагентов к поверхности раздела фаз меньше скорости их химического превращения.

### Реакция первого порядка
Кинетическое уравнение реакции первого порядка:
Приведение уравнения к линейному виду даёт уравнение:
Константа скорости реакции вычисляется как тангенс угла наклона прямой к оси времени:
Период полупревращения:

### Реакция второго порядка
Для реакций второго порядка кинетическое уравнение имеет следующий вид:
 или 
В первом случае скорость реакции определяется уравнением:
Линейная форма уравнения:
Константа скорости реакции равна тангенсу угла наклона прямой к оси времени:
Во втором случае выражение для константы скорости реакции будет выглядеть так:
Период полупревращения (для случая равных начальных концентраций!):

## Молекулярность реакции
Молекулярность элементарной реакции — число частиц, которые, согласно экспериментально установленному механизму реакции, участвуют в элементарном акте химического взаимодействия.
Мономолекулярные реакции — реакции, в которых происходит химическое превращение одной молекулы (изомеризация, диссоциация и т. д.):
{\displaystyle {\mathsf {H_{2}S\rightarrow H_{2}+S}}}
Бимолекулярные реакции — реакции, элементарный акт которых осуществляется при столкновении двух частиц (одинаковых или различных):
{\displaystyle {\mathsf {CH_{3}Br+KOH\rightarrow CH_{3}OH+KBr}}}
Тримолекулярные реакции — реакции, элементарный акт которых осуществляется при столкновении трёх частиц:
{\displaystyle {\mathsf {NO+NO+O_{2}\rightarrow 2NO_{2}}}}
Для элементарных реакций, проводимых при близких концентрациях исходных веществ, величины молекулярности и порядка реакции совпадают. Чётко определённой взаимосвязи между понятиями молекулярности и порядка реакции нет, так как порядок реакции характеризует кинетическое уравнение реакции, а молекулярность — механизм реакции.
Одновременное столкновение более трёх молекул практически невозможно. Большие стехиометрические коэффициенты в уравнении реакции (сумма коэффициентов более 3) указывают на сложный механизм реакции.

## Катализ
Катализ — процесс, заключающийся в изменении скорости химических реакций в присутствии веществ, называемых катализаторами. Каталитические реакции — реакции, протекающие в присутствии катализаторов.
Положительным называют катализ, при котором скорость реакции возрастает, отрицательным (ингибированием) — при котором она убывает. Примером положительного катализа может служить процесс окисления аммиака на платине при получении азотной кислоты. Примером отрицательного — снижение скорости коррозии при введении в жидкость, в которой эксплуатируется металл, нитрит натрия, хромат и дихромат калия.
Многие важнейшие химические производства, такие, как получение серной кислоты, аммиака, азотной кислоты, синтетического каучука, ряда полимеров и др., проводятся в присутствии катализаторов.

### Катализ вбиохимии
Ферментативный катализ неразрывно связан с жизнедеятельностью организмов растительного и животного мира. Многие жизненно важные химические реакции, протекающие в клетке (что-то около десяти тысяч), управляются особыми органическими катализаторами, именуемыми ферментами или энзимами. Термину «особый» не следует уделять пристального внимания, так как уже известно, из чего построены эти ферменты. Природа избрала для этого один-единственный строительный материал — аминокислоты и соединила их в полипептидные цепи различной длины и в разной последовательности.
Это так называемая первичная структура фермента, где R — боковые остатки, или важнейшие функциональные группы белков, возможно, выступающие в качестве активных центров ферментов. На эти боковые группы и ложится основная нагрузка при работе фермента, пептидная же цепь играет роль опорного скелета. Согласно структурной модели Полинга — Кори, она свернута в спираль, которая в обычном состоянии стабилизирована водородными связями между кислотными и основными центрами:
Для некоторых ферментов установлены полный аминокислотный состав и последовательность расположения их в цепи, а также сложная пространственная структура. Но это всё же очень часто не может помочь нам ответить на два главных вопроса:
1. почему ферменты так избирательны и ускоряют химические превращения молекул только вполне определённой структуры (которая нам тоже известна)?
2. каким образом фермент снижает энергетический барьер, то есть выбирает энергетически более выгодный путь, благодаря чему реакции могут протекать при обычной температуре?

Строгая избирательность и высокая скорость — два основных признака ферментативного катализа, отличающие его от лабораторного и производственного катализа. Ни один из созданных руками человека катализаторов (за исключением, пожалуй, 2-оксипиридина) не может сравниться с ферментами по силе и избирательности воздействия на органические молекулы.
Активность фермента, как и любого другого катализатора, тоже зависит от температуры: с повышением температуры возрастает и скорость ферментативной реакции. При этом обращает на себя внимание резкое снижение энергии активации Е по сравнению с некаталитической реакцией. Правда, это происходит не всегда. Известно много случаев, когда скорость возрастает благодаря увеличению не зависящего от температуры предэкспоненциального множителя в уравнении Аррениуса.

### Типы ферментативных реакций
- Тип «пинг-понг» — фермент сначала взаимодействует с субстратом А, отбирая у него какие либо химические группы и превращая в соответствующий продукт. Затем к ферменту присоединяется субстрат В, получающий эти химические группы. Примером являются реакции переноса аминогрупп от аминокислот на кетокислоты: трансаминирование.
- Тип последовательных реакций — к ферменту последовательно присоединяются субстраты А и В, образуя «тройной комплекс», после чего осуществляется катализ. Продукты реакции также последовательно отщепляются от фермента.
- Тип случайных взаимодействий — субстраты А и В присоединяются к ферменту в любом порядке, неупорядоченно, и после катализа так же отщепляются.

## Равновесие
Константа химического равновесия